# TV dober dan

TV dober dan je slovenska humoristična TV nanizanka, ki jo je predvajal POP TV od 4. oktobra 1999 do 3. junija 2002.  
Govori o pisani druščini zaposlenih na televizijski postaji TV Dober dan v Megleniku, manjšem kraju pri Ljubljani.

## Vsebina
Zgodba se vrti okoli lokalne TV-postaje, kjer na novo direktor postane Mr. John Smith iz Amerike. Za tv-hišo je po informacijah plačal miljon ameriških dolarjev. A vse po golufiji glavnega tržnika Mercatorija in pomočnika direktorja Mirana Podrepnika, ki sta prikila dokumente denaciolizaciji, kjer bi moral postati lastnik zakoniti dedič hiše "klošar" Cojz. Njega pa je po naključju v hišo pripeljala nova novinarka Ana Ban, bivša sošolka in simpatija trenutno edinega novinarja Sama Kralja. V kolektivu pa ne gre brez ženske "tarcialne" skupine, kjer tajnica Ingrid, točajka Zofija in vedeževalna čistilka Fatima "Fata" vlečejo vse na ušesa in vse narobe razumejo. Za tehnično ekipo na televiziji pa skrbijo kamerman Izidor, režiser Luka in lučkar Jože. Ker pa se v 5. sezoni tv-postaja odloči snemati tv žajfnico se jim pridruži še scenaristka iz Amerike Amanda.

## Zasedba
| Igralec        | Lik                        | Opis | Čas igranja (sezone)                               |
| -------------- | -------------------------- | --- | -------------------------------------------------- |
| Tjaša Železnik | Ana Ban                    | novinarka / glavna novinarka do 2 sezone                                                                   | 1 – 6 (3., 4. in začetek 5. sezone kot Fana Bravn) |
| Primož Ekart   | Samo Kralj                 | novinar / glavni novinar od 3 sezone do 6 sezone                                                           | 1 – 6                                              |
| Barica Blenkuš | Zofka - Zofija Mlakar      | točajka / 5 sezoni- 14 del tudi kod Zofkina sestra Štefka                                                  | 1 – 6                                              |
| Matjaž Javšnik | Izidor – Izi               | pankerski kamerman                                                                                         | 1 – 6                                              |
| Alenka Kozolc  | Ingrid Babnik              | tajnica / članica upravnega odbora 5 sezona                                                                | 1 – 6                                              |
| Lucija Ćirović | Fatima – Fata Sulejmanović | bosanska čistilka / v epizodi Fatina Nečakinja tudi kot Uršula Hađipašić                                   | 1 – 6                                              |
| Peter Musevski | Valentin Zois – Cojz       | brezdomec in dedič stavbe televizije / član upravnega odbora od 4 Sezone                                   | 1 – 6 (od 3. sezone tudi kot Suljo Radmanović)     |
| Janez Cankar   | Jože                       | lučkar | 1 – 6                                              |
| Vito Rožej     | Luka Jazbec                | istospolno usmerjen režiser in montažer                                                                    | 1 – 6                                              |
| Jernej Kuntner | Franco Merkatori           | energični tržnik iz Italije / Direktor v eni epizodi" TV Buon Giorno" in v 5 Sezoni 11 delu kot Dr.Nastran | 1 – 6                                              |
| Damjan Perne   | Mr. John Smith             | direktor in ameriški Slovenec                                                                              | 1 – 6                                              |
| Kondi Pižorn   | Miran Podrepnik            | pomočnik direktorja, ki je sef skril za sliko Mona Lise / tržnik v epizodi "TV Buon Giorno"                | 1 – 6                                              |
| Iva Babić      | Amanda                     | scenaristka                                                                                                | 5 – 6                                              |

## Ekipa
- idejna zasnova in produkcija: Tomaž Grubar[1]
- format oddaje: Tomaž Grubar, Vojko Anzeljc, Miha Čelar, Sašo Kolarič
- fotografija: Izidor Farič
- montaža: Boris Gregurić
- scenografija: Andrej Stražišar, Miha Čelar
- kostumografija: Jasmina Ferček
- maska in friziranje: Alja Sušnik

## Sezone
| Sezona | Sezona | Število epizod | Originalno predvajanje | Originalno predvajanje | Originalno predvajanje |
| Sezona | Sezona | Število epizod | Začetek sezone         | Konec sezone           | Dan v tednu            |
| ------ | ------ | -------------- | ---------------------- | ---------------------- | ---------------------- |
|        | 1      | 10             | 4. oktober 1999        | 13. december 1999      | ponedeljek             |
|        | 2      | 14             | 9. marec 2000          | 8. junij 2000          | četrtek                |
|        | 3      | 12             | 16. oktober 2000       | 1. januar 2001         | ponedeljek             |
|        | 4      | 15             | 26. februar 2001       | 4. junij 2001          | ponedeljek             |
|        | 5      | 15             | 17. september 2001     | 24. december 2001      | ponedeljek             |
|        | 6      | 15             | 25. februar 2002       | 3. junij 2002          | ponedeljek             |

## Epizode

### Sezona 1
| Št. | Naslov epizode    | Datum predvajanja | Režija        | Scenarij                                  |
| --- | ----------------- | ----------------- | ------------- | ----------------------------------------- |
| 1.  | TV dober dan      | 4. oktober 1999   | Vojko Anzeljc | Tomaž Grubar, Vojko Anzeljc               |
| 2.  | Stanovanje        | 11. oktober 1999  | Vojko Anzeljc | Vojko Anzeljc                             |
| 3.  | Antibaby pogodba  | 18. oktober 1999  | Vojko Anzeljc | Miha Čelar                                |
| 4.  | Papagaj           | 25. oktober 1999  | Vojko Anzeljc | Sašo Kolarič                              |
| 5.  | Vedeževanje       | 8. november 1999  | Vojko Anzeljc | Tomaž Grubar, Vojko Anzeljc, Urša Krišelj |
| 6.  | Najboljše oblečen | 15. november 1999 | Vojko Anzeljc | Tomaž Grubar, Vojko Anzeljc, Urša Krišelj |
| 7.  | Reklama           | 22. november 1999 | Vojko Anzeljc | Tomaž Grubar, Urša Krišelj                |
| 8.  | Tehnološki višek  | 29. november 1999 | Vojko Anzeljc | Miha Čelar                                |
| 9.  | Plače             | 6. december 1999  | Vojko Anzeljc | Tomaž Grubar, Urša Krišelj                |
| 10. | Božič             | 13. december 1999 | Vojko Anzeljc | Miha Čelar                                |

### Sezona 2
| Št. | Naslov epizode     | Datum predvajanja | Režija        | Scenarij      |
| --- | ------------------ | ----------------- | ------------- | ------------- |
| 1   | Dojenček           | 9. marec 2000     | Vojko Anzeljc | Sašo Kolarič  |
| 2   | Konec sveta        | 16. marec 2000    | Vojko Anzeljc | Vojko Anzeljc |
| 3   | Urednica           | 23. marec 2000    | Vojko Anzeljc | Tomaž Grubar  |
| 4   | Mikrofon           | 30. marec 2000    | Vojko Anzeljc | Sašo Kolarič  |
| 5   | Hare Krišna Hare   | 6. april 2000     | Vojko Anzeljc | Miha Čelar    |
| 6   | Državljanstvo      | 13. april 2000    | Vojko Anzeljc | Vojko Anzeljc |
| 7   | Luka vojak         | 20. april 2000    | Vojko Anzeljc | Sašo Kolarič  |
| 8   | Teta iz Argentine  | 27. april 2000    | Vojko Anzeljc | Miha Čelar    |
| 9   | 1. maj             | 4. maj 2000       | Vojko Anzeljc | Tomaž Grubar  |
| 10  | Wamp ženske        | 11. maj 2000      | Vojko Azneljc | Damjan Perme  |
| 11  | Tehnologija        | 18. maj 2000      | Vojko Anzeljc | Tomaž Grubar  |
| 12  | Jože gre v penzijo | 25. maj 2000      | Vojko Anzeljc | Sašo Kolarič  |
| 13  | Kritike            | 1. junij 2000     | Vojko Anzeljc | Vojko Anzeljc |
| 14  | Đoni Magnum        | 8. junij 2000     | Vojko Anzeljc | Miha Čelar    |

### Sezona 3
| Št. | Naslov epizode             | Datum predvajanja | Režija        | Scenarij       |
| --- | -------------------------- | ----------------- | ------------- | -------------- |
| 1   | Fana                       | 16. oktober 2000  | Vojko Anzeljc | Vojko Anzeljc  |
| 2   | Župan                      | 23. oktober 2000  | Vojko Anzeljc | Tomaž Grubar   |
| 3   | TV kviz                    | 30. oktober 2000  | Vojko Anzeljc | Miha Čelar     |
| 4   | Zofka je noseča            | 6. november 2000  | Vojko Anzeljc | Sašo Kolarič   |
| 5   | Izidor umre                | 13. november 2000 | Vojko Anzeljc | Matjaž Javšnik |
| 6   | Sta skup al' nista         | 20. november 2000 | Vojko Anzeljc | Sašo Kolarič   |
| 7   | Fata poje                  | 27. november 2000 | Vojko Anzeljc | Tomaž Grubar   |
| 8   | Zgrabi denar               | 4. december 2000  | Vojko Anzeljc | Miha Čelar     |
| 9   | Pralni stroj               | 11. december 2000 |               |                |
| 10  | Slačifantje                | 18. december 2000 | Vojko Anzeljc | Primož Ekart   |
| 11  | OŠ Bovec 1.del (zakulisje) | 25. december 2000 | Miha Čelar    | Miha Čelar     |
| 12  | OŠ Bovec 2.del (zakulisje) | 1. januar 2001    | Miha Čelar    | Miha Čelar     |

### Sezona 4
| Št. | Naslov epizode    | Datum predvajanja | Režija        | Scenarij      |
| --- | ----------------- | ----------------- | ------------- | ------------- |
| 1   | Bikini            | 26. februar 2001  | Vojko Anzeljc | Tomaž Grubar  |
| 2   | Pust              | 5. marec 2001     | Vojko Anzeljc | Sašo Kolarič  |
| 3   | Fana ljubica      | 12. marec 2001    | Vojko Anzeljc | Miha Čelar    |
| 4   | Nedolžnost        | 19. marec 2001    | Vojko Anzeljc | Vojko Anzeljc |
| 5   | Baron Zois        | 26. marec 2001    | Vojko Anzeljc | Vito Rožej    |
| 6   | Resnična TV       | 2. april 2001     | Vojko Anzeljc | Miha Čelar    |
| 7   | Samo ima ljubico  | 9. april 2001     | Vojko Anzeljc | Sašo Kolarič  |
| 8   | Sanje             | 16. april 2001    | Vojko Anzeljc | Vojko Anzeljc |
| 9   | Zmenkarije        | 23. april 2001    | Vojko Anzeljc | Vojko Anzeljc |
| 10  | Oj, starosti moja | 30. april 2001    | Vojko Anzeljc | Damjan Perne  |
| 11  | Fana je Ana       | 7. maj 2001       | Vojko Anzeljc | Sašo Kolarič  |
| 12  | Hotline           | 14. maj 2001      | Vojko Anzeljc | Primož Ekart  |
| 13  | Jože alkoholik    | 21. maj 2001      | Vojko Anzeljc | Miha Čelar    |
| 14  | Luka ima dekle    | 28. maj 2001      | Vojko Anzeljc | Vojko Anzeljc |
| 15  | Zamenjava         | 4. junij 2001     | Vojko Anzeljc | Vojko Anzeljc |

### Sezona 5
| Št. | Naslov epizode    | Datum predvajanja  | Režija        | Scenarij      |
| --- | ----------------- | ------------------ | ------------- | ------------- |
| 1   | Žajfnica          | 17. september 2001 | Vojko Anzeljc | Vojko Anzeljc |
| 2   | Amanda            | 24. september 2001 | Vojko Anzeljc | Miha Čelar    |
| 3   | V trenutku očesa  | 1. oktober 2001    | Vojko Anzeljc | Tomaž Grubar  |
| 4   | Ljubezenski napoj | 8. oktober 2001    | Vojko Anzeljc | Vojko Anzeljc |
| 5   | Kevin Costner     | 15. oktober 2001   | Vojko Anzeljc | Sašo Kolarič  |
| 6   | Moj životin san   | 22. oktober 2001   | Vojko Anzeljc | Tomaž Grubar  |
| 7   | Ana oslepi        | 29. oktober 2001   | Vojko Anzeljc | Sašo Kolarič  |
| 8   | Mišolovka         | 5. november 2001   | Vojko Anzeljc | Primož Ekart  |
| 9   | Ingrid grofica    | 12. november 2001  | Vojko Anzeljc | Vojko Anzeljc |
| 10  | Podrepnik se loči | 19. november 2001  | Vojko Anzeljc | Tomaž Grubar  |
| 11  | Ingrid grofica 3  | 26. november 2001  | Vojko Anzeljc | Vojko Anzeljc |
| 12  | Šolanje v Ameriki | 3. december 2001   | Vojko Anzeljc | Damjan Perne  |
| 13  | Telebajski        | 10. december 2001  | Vojko Anzeljc | Tomaž Grubar  |
| 14  | Zofka – Štefka    | 17. december 2001  | Vojko Anzeljc | Miha Čelar    |
| 15  | Šov bo šov        | 24. december 2001  | Vojko Anzeljc | Sašo Kolarič  |

### Sezona 6
| Št. | Naslov epizode            | Datum predvajanja | Režija        | Scenarij                  |
| --- | ------------------------- | ----------------- | ------------- | ------------------------- |
| 1   | Ugrabitev                 | 25. februar 2002  | Vojko Anzeljc | Sašo Kolarič              |
| 2   | TV Buon Giorno            | 4. marec 2002     | Vojko Anzeljc | Tomaž Grubar              |
| 3   | 666                       | 11. marec 2002    | Vojko Anzeljc | Primož Ekart              |
| 4   | Fatina nečakinja          | 18. marec 2002    | Vojko Anzeljc | Vojko Anzeljc             |
| 5   | Poroka                    | 25. marec 2002    | Vojko Anzeljc | Miha Čelar                |
| 6   | Namišljeni bolnik         | 1. april 2002     | Vojko Anzeljc | Damjan Perne              |
| 7   | Ingrid spodrsne           | 8. april 2002     | Vojko Anzeljc | Sašo Kolarič, Simon Polak |
| 8   | Bolhe                     | 15. april 2002    | Vojko Anzeljc | Tomaž Grubar              |
| 9   | Sanje                     | 22. april 2002    | Vojko Anzeljc | Miha Čelar                |
| 10  | Manca                     | 29. april 2002    | Vojko Anzeljc | Vojko Anzeljc             |
| 11  | Amanda                    | 6. maj 2002       | Vojko Anzeljc | Sašo Kolarič              |
| 12  | Mulci                     | 13. maj 2002      | Vojko Anzeljc | Vojko Anzeljc             |
| 13  | Starši                    | 20. maj 2002      | Vojko Anzeljc | Miha Čelar                |
| 14  | Dežela vzhajajočega sonca | 27. maj 2002      | Vojko Anzeljc | Tomaž Grubar              |
| 15  | TV dober dan              | 3. junij 2002     |               |                           |

## Produkcija
Snemali so v 600 m2 velikem studiu, kjer je scena zasedla približno 450 m2. Namišljeni TV postaji je pročelje posodil Galetov grad v Spodnji Šiški, panoramski posnetek »Meglenika« pa je bil narejen v Kropi.

## Odziv pri gledalcih
V prvi sezoni je imel TV Dober dan ob nacionalkinih dveh novih humorističnih nadaljevankah najvišjo gledanost (blizu 14 odstotkov).
Igralci v vlogah likov iz serije so bili vabljeni na dogodke, kot so sindikalna srečanja in otvoritve. Pojavili so se tudi na platnicah šolskih zvezkov. Vito Rožej, ki je igral Luko, je uspeh serije izkoristil za vstop v politične vode, leta 2002 je namreč postal kranjski mestni svetnik. Damijan Perne, ki je igral direktorja Smitha, je leta 2006 postal kranjski župan.

## Kritike
Aleš Čakš (Delo) je bil ob veselem pričakovanju novih humorističnih nadaljevank razočaran. TV Dober dan je označil za poneumljajočega, like pa za stereotipne in oguljene. Le malo delov ga je zabavalo. Dialogi pa so se mu zdeli neprepričljivi in naivni kot posledica krhkega scenarija.